# Bharathella mizoramensis
Bharathella mizoramensis är en tvåvingeart som beskrevs av Cherian 1990. Bharathella mizoramensis ingår i släktet Bharathella och familjen fritflugor. Inga underarter finns listade i Catalogue of Life.